# 有泉龍之助
有泉 龍之助（ありいずみ たつのすけ、1904年〈明治37年〉4月16日 - 1945年〈昭和20年〉8月31日）は、日本の海軍軍人（海兵51期卒）。最終階級は海軍大佐。

## 経歴
東京都出身。旧幕臣で日本海海戦に参戦した海軍主計中佐・有泉庚午の長男として生まれる。静岡中学校を経て、1923年（大正12年）7月、海軍兵学校（51期）を卒業。1924年（大正13年）12月、海軍少尉に任官。海軍水雷学校高等科、海軍潜水学校（乙種学生）で学ぶ。
1931年（昭和6年）4月、「呂号第六十四潜水艦」乗組となり、装甲巡洋艦「浅間」分隊長、「伊号第五十一潜水艦」「伊号第百五十六潜水艦」「伊号第七十潜水艦」の各水雷長を経て、1937年（昭和12年）7月、海軍大学校（甲種35期）を卒業。
1937年（昭和12年）8月、佐世保警備戦隊参謀に就任し、第3潜水戦隊参謀、「呂号第三十三潜水艦」長を歴任し、軍令部第1部第2課部員となり潜水艦の主務者であった。1940年（昭和15年）11月、海軍中佐に進級し、太平洋戦争を迎えた。有泉は真珠湾攻撃に特殊潜航艇「甲標的」を使用することを主張し実現させた。
1942年（昭和17年）3月、第8潜水戦隊参謀に発令され、第11潜水戦隊参謀、「伊号第八潜水艦」長を歴任。1944年（昭和19年）10月、海軍大佐に進級。同年12月15日、第六三一海軍航空隊司令兼副長に就任。1945年（昭和20年）1月1日、第1潜水隊司令兼務。同年7月23日、ウルシー環礁に在泊する連合軍艦船攻撃の命を受け「伊号第四百一潜水艦」に座乗し大湊を出撃。攻撃開始の直前に終戦となり、降伏の命令を現地で受ける。艦内では自沈か攻撃かで激論となったが、結局は艦長の判断で帰還と決し、帰還途上の8月29日、米海軍の潜水艦セグンドにより海上で拿捕され、有泉は司令室で自決した。机には真珠湾攻撃で戦死した九軍神の写真があったという。遺体は米軍の目を盗んで密かに水葬された。